# Hanščina
Hanščina (dawson, han-kutchin, moosehide; ISO 639-3: haa), jezik Indijancev Hanov, ki ga govori skupno 14 oseb, 7 v Kanadi, Yukon (Krauss 1997, od 300 pripadnikov) in 7 v ZDA, Aljaska (Krauss 1995, od 40 pripadnikov). Jezik pripada družini atapaskanskih jezikov, in sicer podskupini han-kučinskih jezikov. Etnična skupina živi vzdolž reke Yukon na mejnem območju Yukona in Aljaske. Pisava: latinica.